# 5912 Oyatoshiyuki
5912 Oyatoshiyuki eller 1989 YR är en asteroid i huvudbältet som upptäcktes den 20 december 1989 av de båda japanska astronomerna Takeshi Urata och Tsuneo Niijima i Ojima. Den är uppkallad efter den japanska amatörastronomen Toshiyuki Oya.
Den tillhör asteroidgruppen Nysa.